# Nati nel 1584
| Questa pagina contiene informazioni ricavate automaticamente dalle voci biografiche con l'ausilio del template Bio e di un bot. L'aggiornamento è periodico e automatico e ricostruisce completamente la pagina. Se manca una persona in questa lista, sei pregato di non aggiungerla, ma accertati piuttosto che la sua voce biografica contenga il template Bio e che i dati anagrafici siano correttamente compilati. Se il template Bio manca, inseriscilo tu stesso o, in alternativa, metti l'avviso {{tmp\|Bio}} che ne segnala la mancanza. Se i dati riportati sono sbagliati, correggi direttamente la voce biografica; le modifiche saranno visibili in questa lista entro pochi giorni. Per chiarimenti vedi il progetto biografie. La lista contiene solo le 82 persone che sono citate nell'enciclopedia e per le quali è stato implementato correttamente il template Bio. Pagina aggiornata al 31 ago 2024. |

## Gennaio(3)
- 1º gennaio - Lorenzo Magalotti, cardinale e vescovo cattolico italiano († 1637)
- 29 gennaio - Federico Enrico d'Orange, sovrano († 1647)
- 31 gennaio - Wratislaw I von Fürstenberg, militare ceco († 1631)

## Febbraio(3)
- 9 febbraio - Francesco Maria Richini, architetto italiano († 1658)
- 18 febbraio - Philippe de Carteret II, nobile britannico († 1643)
- 26 febbraio - Alberto VI di Baviera, nobile tedesco († 1666)

## Marzo(3)
- 15 marzo - Filippo di Schleswig-Holstein-Sonderburg-Glücksburg, nobile tedesco († 1663)
- 26 marzo - Giovanni II del Palatinato-Zweibrücken, nobile († 1635)
- 29 marzo - Ferdinando Fairfax, II lord Fairfax di Cameron, politico e generale inglese († 1648)

## Maggio(4)
- 6 maggio - Diego de Saavedra Fajardo, scrittore e diplomatico spagnolo († 1648)
- 17 maggio - Giovanni Giacomo Hesso, santo svizzero († 1639)
- 20 maggio - Sibilla Elisabetta di Württemberg († 1606)
- 23 maggio - Maximilian von und zu Trauttmansdorff, politico e nobile austriaco († 1650)

## Giugno(1)
- 16 giugno - Maria d'Austria, religiosa austriaca († 1649)

## Luglio(2)
- 17 luglio - Agnese di Brandeburgo, principessa tedesca († 1629)
- 26 luglio - Gaspard III de Coligny, militare francese († 1646)

## Agosto(3)
- 11 agosto - Filippo Ernesto di Hohenlohe-Langenburg, conte († 1628)
- 13 agosto - Theophilus Howard, II conte di Suffolk, nobile e politico inglese († 1640)
- 24 agosto - Giovanni Andrea Ansaldo, pittore italiano († 1638)

## Settembre(7)
- 7 settembre - Erpenius, orientalista olandese († 1624)
- 8 settembre - Gregorio di San Vincenzo, gesuita e matematico fiammingo († 1667)
- 13 settembre - Francesco Giulio di Sassonia-Lauenburg, nobile tedesco († 1634)
- 16 settembre - Francisco Correa de Arauxo, compositore e organista spagnolo († 1654)
- 16 settembre - Mattia Galasso, generale italiano († 1647)
- 16 settembre - Giulio Roma, cardinale e vescovo cattolico italiano († 1652)
- 17 settembre - John Finch, politico inglese († 1660)

## Ottobre(2)
- 10 ottobre - Ikeda Toshitaka, militare giapponese († 1616)
- 16 ottobre - Philip Herbert, IV conte di Pembroke, nobile, politico e scrittore inglese († 1649)

## Novembre(4)
- 3 novembre - Jean-Pierre Camus, scrittore e vescovo cattolico francese († 1652)
- 10 novembre - Caterina Vasa, principessa svedese († 1638)
- 16 novembre - Barbara Sofia di Brandeburgo, principessa († 1636)
- 25 novembre - Agostino Centurione, doge († 1657)

## Dicembre(4)
- 5 dicembre - Guido Fassi, inventore e artista italiano († 1649)
- 16 dicembre - John Selden, giurista e politico inglese († 1654)
- 25 dicembre - Margherita d'Austria-Stiria, regina († 1611)
- 27 dicembre - Filippo Giulio di Pomerania, nobile tedesco († 1625)

## Senza giorno specificato(46)
- Girolamo Albanese, scultore e architetto italiano
- Pietro Francesco Alberti, pittore e incisore italiano († 1638)
- Michael Altenburg, compositore e teologo tedesco († 1640)
- García de Avellaneda y Haro, diplomatico spagnolo († 1670)
- William Baffin, navigatore e esploratore inglese († 1622)
- David Bailly, pittore olandese († 1657)
- Perdita Basigheddu,  italiana
- Cesare Bassano, incisore e pittore italiano († 1648)
- Francis Beaumont, drammaturgo e poeta inglese († 1616)
- Francesco Boldrini, pittore italiano († 1648)
- António Brandão, storico portoghese († 1637)
- Carlo Carafa, vescovo cattolico e diplomatico italiano († 1644)
- Piero Caravita, gesuita italiano († 1657)
- Giovanni Carlone, pittore italiano († 1631)
- Zofia Czeska-Maciejowska, religiosa polacca († 1650)
- Alessandro Donati, gesuita, poeta e filologo italiano († 1640)
- John Drummond, II conte di Perth, nobile scozzese († 1662)
- André Duchesne, storico e geografo francese († 1640)
- Giovanni Battista Ferrari, gesuita, botanico e orientalista italiano († 1655)
- Tabarin, attore teatrale francese († 1633)
- Giovanni Guicciardi, nobile italiano († 1664)
- Nicolò Guidi di Bagno, militare, arcivescovo cattolico e cardinale italiano († 1663)
- Robert Howard, nobile e politico inglese († 1653)
- Hu Zhengyan, artista, tipografo e editore cinese († 1673)
- Melchior Inchofer, storico, gesuita e latinista austriaco († 1648)
- Hidari Jingorō, architetto e scultore giapponese († 1644)
- Simeon Lehac'i, scrittore armeno († 1639)
- Miyamoto Musashi, militare e scrittore giapponese († 1645)
- Angelo Nardi, pittore italiano († 1664)
- Willem van Nieulandt, pittore, incisore e poeta fiammingo († 1635)
- Jean-François de Gondi, arcivescovo cattolico francese († 1654)
- John Pym, politico inglese († 1643)
- Anne de Rohan, umanista e poetessa francese († 1646)
- Jean de Schelandre, drammaturgo francese († 1635)
- Gerolamo Sersale, gesuita e astronomo italiano († 1654)
- Philip Stanhope, I conte di Chesterfield, nobile inglese († 1656)
- Costantino Testi, vescovo cattolico italiano († 1637)
- Cosimo de Torres, cardinale e arcivescovo cattolico italiano († 1642)
- Chiara Varotari, pittrice italiana
- Willem van der Vliet, pittore olandese († 1642)
- Paolo Zacchia, medico italiano († 1659)
- Daniel Zen, vescovo cattolico austriaco († 1628)
- Inés de Zúñiga y Velasco, nobildonna spagnola († 1647)
- Jean de Lauson, funzionario francese († 1666)
- Martín de León Cárdenas, arcivescovo cattolico spagnolo († 1655)
- Luis de Ulloa y Pereira, scrittore e poeta spagnolo († 1674)